# 849 هـ
849 هـ هي سنة في التقويم الهجري امتدت مقابلةً في التقويم الميلادي بين سنتي 1445 و1446.

## مواليد
- جلال الدين السيوطي